# قطرم حقيقي
القطرم الحقيقي أو نعناع الهر الحقيقي أو قطرم أو حشيشة الهر أو نعناع القط أو ساق الحمام (الاسم العلمي: Nepeta cataria) هو نبات عطري يتبع الفصيلة الشفوية من طائفة ثنائيات الفلقة. سمي بهذا الاسم نظرًا لتأثيره الكبير على القطط، حيث يؤدي شم رائحة هذا النبات إلى شعور القطط بالنشوة والسعادة. يستعمل هذا النبات أيضًا لأغراض طبية حيث يمتلك تأثيرًا مهدئاً ومنومًا.

## الوصف النباتي
النبات عبارة عن عشبة معمرة يصل ارتفاعها إلى متر واحد.
الورقة قلبية الشكل الزهرة بيضاء منقطة بلون أرجواني. تعرف علميا باسم Nepeta Cataria.

## الاستعمالات الطبية
للنبات تأثير مهدئ ومنوم. الجزء المستعمل من النبات جميع الأجزاء عدا الجذور.
تحتوي الأجزاء الهوائية للنبات على زيت طيار وحمض العفص وأيضاً ايريدويدات. يؤخذ ملء ملعقة شاي من مسحوق النبات ويغمر في ملء كوب ماء مغلي ويترك لمدة عشر دقائق ثم يصفى ويشرب قبل الذهاب إلى النوم بخمس وأربعين دقيقة.